# Cité internationale de la langue française

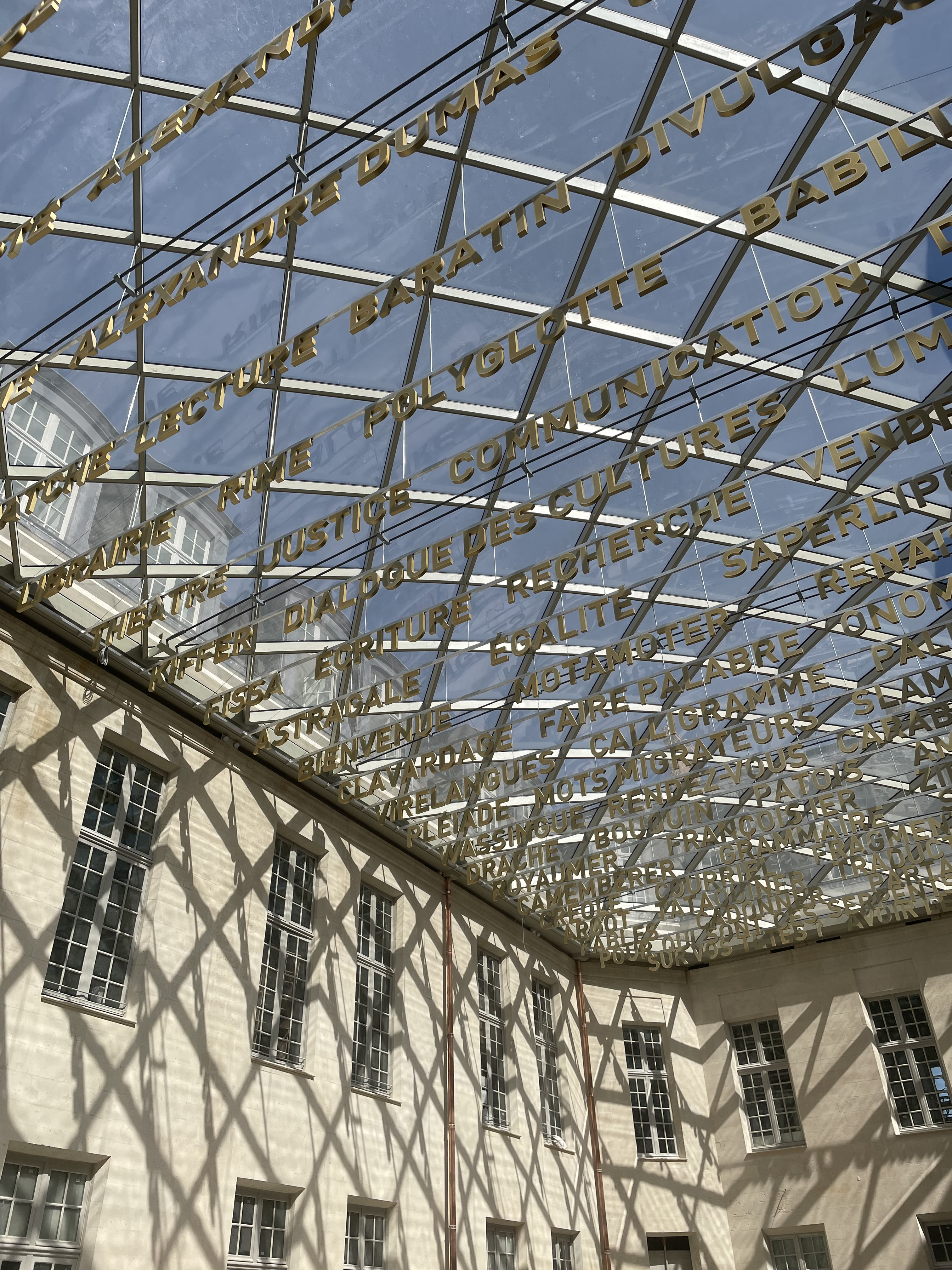
Ciel lexical, Cité internationale de la langue française

De Cité internationale de la langue française is een museum in het kasteel van Villers-Cotterêts in het Fôret de Retz, het bos van Retz, dat aan het Frans is gewijd. Het Edict van Villers-Cotterêts is in 1539 het kasteel uitgevaardigd, waarin werd vastgelegd dat het Frans de officiële in Frankrijk werd voor alle vormen van bestuur. Dat was daarvoor het Latijn. Het kasteel van Villers-Cotterêts werd voor de Cité internationale volledig gerestaureerd. De ontwikkeling en verspreiding van de Franse taal wordt er in vijftien zalen tentoongesteld. Op het binnenplein Cour du jeu de paume is een ciel lexical samengesteld met Franse woorden.
Het centrum is in 2023 door Emmanuel Macron, de president van Frankrijk, geopend. Het is het project in het belang van de Franse taal, waar hij gedurende zijn mandaat het meeste aan heeft uitgegeven.